# کورت هوگو اشنایدر
کورت هوگو اشنایدر (انگلیسی: Kurt Hugo Schneider؛ زادهٔ ۷ سپتامبر ۱۹۸۸) یک موسیقی‌دان اهل ایالات متحده آمریکا است. وی از سال ۲۰۰۸ میلادی تاکنون مشغول فعالیت بوده‌است.